# Phare de Voslapp
Le phare de Voslapp (Voslapp Oberfeuer ou feu amont de Voslapp), est un phare (feu directionnel) situé en Basse-Saxe, Allemagne. Il est construit dans le village de Voslapp, à 8 km de Wilhelmshaven ; il se trouve à 4,3 km au sud-sud-ouest du feu aval, le Voslapp Unterfeuer avec lequel il est synchronisé.

## Description
Avec une hauteur de 61 m, c'est le vingt-deuxième plus haut « phare traditionnel » du monde. La tour cylindrique en béton fait 4,5 m de diamètre supporte une lampe de 250 W.
Ce phare directionnel est construit en 1962, en remplacement d'un ancien phare qui datait de 1907.
Le site est ouvert au public, mais la tour n'est pas visitable.
Identifiant : ARLHS : FED-249 - Amirauté : B1138.1 - NGA : 114-10216 .

## Caractéristiques dufeu maritime
Fréquence : 6 secondes (W) 
- Lumière : 3 secondes
- Obscurité : 3 secondes